# Långtjärnen (Alanäs socken, Jämtland, 713562-147857)
Långtjärnen är en sjö i Strömsunds kommun i Jämtland och ingår i Ångermanälvens huvudavrinningsområde.